# Pour aimer Ophélie
Pour plus de détails, voir Fiche technique et Distribution.
Pour aimer Ophélie (Per amare Ofelia) est un film franco-hispano-italien réalisé par Flavio Mogherini, sorti en 1974.
Ce film marque les débuts cinématographiques de Renato Pozzetto

## Fiche technique
- Titre original : Per amare Ofelia
- Titre français : Pour aimer Ophélie
- Réalisation : Flavio Mogherini
- Scénario : Flavio Mogherini, Tito Carpi, Gianfranco Clerici, Tulio Demicheli, Jorge Krimer, Laure Bonin et Giorgio Salvioni
- Photographie : Carlo Carlini et Manuel Merino
- Pays d'origine :  Italie,  Espagne,  France
- Genre : comédie
- Durée : 105 minutes
- Date de sortie : 
  - Italie : 1974

## Distribution
- Giovanna Ralli : Ofelia Ceciaretti
- Renato Pozzetto : Orlando Aliverti Mannetti
- Françoise Fabian : Federica
- Alberto de Mendoza : Piero Criscione
- Georges Rigaud : Nane
- Jean Rougeul : Santini